# Yasser Mohamed
Yasser Mohamed (7 aprile 1973) è un ex giocatore di calcio a 5 egiziano.

## Carriera
Come massimo riconoscimento in carriera vanta la partecipazione, con la nazionale egiziana, a due edizioni della Coppa del Mondo: nel 1996 la selezione nordafricana, all'esordio, è stata eliminata nel girone del primo turno comprendente Spagna, Ucraina e Australia; nel 2000 l'Egitto ha raggiunto il secondo turno.